# Nemesia cellicola
Espèce
Nemesia cellicola est une espèce d'araignées mygalomorphes de la famille des Nemesiidae.

## Distribution
Cette espèce se rencontre dans le bassin méditerranéen.

## Publication originale
- Audouin, 1826 : Explication sommaire des planches d'arachnides de l'Égypte et de la Syrie publiées par J. C. Savigny, membre de l'Institut; offrant un exposé des caractères naturels des genres avec la distinction des espèces. in Description de l'Égypte, ou Recueil des observations et des recherches qui ont été faites en Égypte pendant l'expédition de l'armée française. Histoire Naturelle, tome 1, partie 4, p. 99-186.